# Jane Mandean
Jane Mandean (29 aprile 1972) è un'ex atleta paralimpica sudafricana.

## Biografia
Mandean ha gareggiato in tre edizioni dei Giochi paralimpici, da Atlanta 1996 ad Atene 2004, nelle gare del lancio del disco, del giavellotto e getto del peso. L'unica medaglia vinta è stato il bronzo nel lancio del disco a Sydney 2000.

## Palmarès
| Anno | Manifestazione     | Sede   | Evento               | Risultato | Prestazione | Note |
| ---- | ------------------ | ------ | -------------------- | --------- | ----------- | ---- |
| 2000 | Giochi paralimpici | Sydney | Lancio del disco T37 | Bronzo    | 20,02 m     |      |